# Kropyvnyc'kyj
Kropyvnyc'kyj (in ucraino Кропивницький?) è una città ucraina (219 676 abitanti), nel distretto di Kropyvnyc'kyj, nell'oblast' di Kirovohrad. Ospita l'amministrazione dell'oblast' di Kirovohrad, del distretto di Kropyvnyc'kyj e della comunità territoriale di Kropyvnyc'kyj, una delle comunità territoriali dell'Ucraina.
Fino al 18 luglio 2020 Kropyvnyc'kyj costituiva una città di rilevanza regionale e fungeva da centro amministrativo del distretto di Kropyvnyc'kyj, sebbene non appartenesse al distretto. Come parte della riforma amministrativa dell'Ucraina, che ha ridotto a quattro il numero di distretti dell'oblast' di Kirovohrad la città è stata integrata nel distretto di Kropyvnyc'kyj
Fino al 1924 era nota come Elisavetgrad (in russo Елисаветград?), poi fino al 1934 Zinov'evsk (in russo Зиновьевск?) in onore di Grigorij Evseevič Zinov'ev, natio del luogo, nel periodo 1934-39 Kirovo (in ucraino Кірово?), in onore di Sergej Mironovič Kirov, e fino al 2016 Kirovohrad (in ucraino Кіровоград?, in russo Кировоград?, Kirovograd, [kʲi.ro.woˈɦrɑd̪]).

## Geografia fisica
La città sorge sul fiume Inhul, a circa 300 km a sud-est della capitale Kiev. è un nodo ferroviario e stradale.

## Storia
Prima della fondazione della città, sul suo territorio c'erano insediamenti di cosacchi ucraini, che in seguito divennero distretti . Nel 1754 fu fondato nei pressi dell'odierna città il 
Forte di Sant'Elisabetta, così chiamato per omaggiare l'imperatrice Elisabetta di Russia che ne aveva ordinato la costruzione. In pochi anni, per via della sua posizione strategica nel centro dell'Ucraina, accanto alla fortezza sorse un insediamento abitato che nel 1764 divenne il capoluogo della provincia e nel 1789 fu ribattezzato Elisavetgrad. Nel corso del XIX secolo divenne un importante centro agricolo, mentre tra il 1868 ed il 1869 fu aperta la ferrovia Charkiv-Elisavetgrad-Odessa che crebbe ulteriormente l'importanza della città e favorì l'insediamento delle prime industrie.
Situata all'interno della zona di residenza, anche Elisavetgrad ospitava una grande comunità ebraica che nel 1897 costituiva la maggioranza della popolazione cittadina. Dopo l'assassinio dello zar Alessandro II le tensioni e l'odio contro gli ebrei di Elisavetgrad crebbero notevolmente, tanto da spingere i vertici della comunità a chiedere la protezione del governatore e dell'esercito senza tuttavia ottenere niente. Il 27 marzo 1881 si scatenò un violentissimo pogrom durato due giorni che causò morti, centinaia di feriti, il saccheggio delle sinagoghe e la distruzione di oltre 500 abitazioni private.
Nel 1882 Marko Kropyvnyc'kyj aprì in città il primo teatro stabile in lingua ucraina. Il 18-19 ottobre 1905 si verificò a Elisavetgrad un pogrom sponsorizzato dallo stato, 11 ebrei furono assassinati e latri 150 feriti mentre la polizia proibì alla reciproca autodifesa cristiano-ebraica di intervenire. Nel dicembre 1905 la comunità ebraica fu colpita da un secondo pogrom che causò nuovamente morti, feriti e gravi distruzioni.

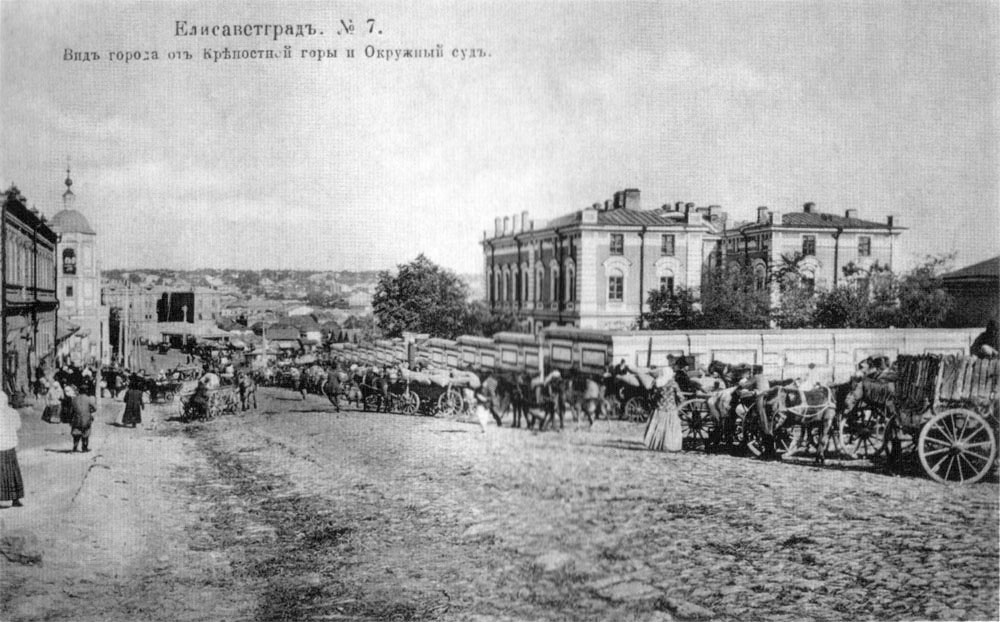
panorama della città, anni '10

Durante la Guerra sovietico-ucraina la città era sotto il controllo della Repubblica Popolare Ucraina e nel 1920 le truppe sovietiche conquistarono la città per la terza volta.
Nel 1924 Elisavetgrad fu ribattezzata Zinov'evsk in omaggio al rivoluzionario bolscevico Grigorij Evseevič Zinov'ev, nativo della città. Una settimana dopo l'omicidio di Kirov la città cambiò nome in Kirovo e dal 1939 in Kirovograd. 
Durante l'Holodomor e la Grande Purga morirono 2238 cittadini  
Nel 1939 la popolazione ebraica era scesa a 14.641 unità, pari al 14,6% della popolazione totale. 
I tedeschi occuparono la città il 14 agosto 1941. Il 23 agosto ea metà settembre l'Einsatzkommando 4b uccise alcune centinaia di ebrei. Successivamente diverse centinaia di uomini furono portati in campagna e uccisi. Il 30 settembre 1941, tutti gli ebrei furono riuniti, portati in fossati anticarro a circa 3 km dalla città e lì assassinati. Chiunque fu sorpreso nascondere ebrei fu giustiziato in prigione. Sopravvissero al massacro solo una decina di ebrei.
Nel 1970 la popolazione ebraica era stimata in circa 10.000 unità. La sinagoga è stata chiusa dalle autorità nel 1957 ma è tornata alla comunità nel 1991 quando dopo la dissoluzione dell'Unione Sovietica la vita ebraica è ripresa nonostante l'emigrazione.
Con l'indipendenza dell'Ucraina nel 1991 fu riproposto un cambio della denominazione della città e un suo ritorno all'originale Elisavetgrad. Tuttavia fu solamente con l'emanazione delle leggi sulla decomunistizzazione dell'Ucraina voluto dal presidente Petro Oleksijovyč Porošenko che anche il toponimo Kirovograd divenne nuovamente oggetto di discussione. Così, nell'ottobre 2015, i residenti della città decretarono con un referendum il cambio del toponimo in Elisavetgrad. L'esito del voto venne tuttavia invalidato da una legge del parlamento ucraino che proibiva le denominazioni legate alla storia della Russia. Dopoché fu proposto come alternativa Inhuls'k, il 14 luglio 2016 il toponimo venne ufficialmente cambiato in Kropyvnyc'kyj', in omaggio allo scrittore ucraino Marko Kropyvnyc'kyj.
Durante l'invasione russa dell'Ucraina del 2022, la città iniziò a subire gli attacchi missilistici russi e divenne un rifugio per diverse migliaia di rifugiati provenienti dal sud-est del paese.

## Sport
La principale squadra di calcio cittadina è lo Zirka, che disputa le sue patite interne presso lo stadio Zirka.
La cittadina ha dato i natali al celebre calciatore russo di origine ucraina Andrej Kančel'skis.